# Hugo Weinstengel
Hugo Henry Weinstengel, senare Winston, född 2 oktober 1907 i Wien, död 3 juli 1968 i New York i USA, var en österrikisk bobåkare. Han deltog vid olympiska vinterspelen 1928 i Sankt Moritz och placerade sig på sista plats efter att ha diskvalificerats i andra åket. Fyra år senare kom han på 12:e plats i olympiska vinterspelen 1932 i Lake Placid.